# Cluzobra poulaini
Cluzobra poulaini är en tvåvingeart som beskrevs av Loïc Matile 1996. Cluzobra poulaini ingår i släktet Cluzobra och familjen svampmyggor.
Artens utbredningsområde är Peru. Inga underarter finns listade i Catalogue of Life.